# 15579 Richardbeattie
15579 Richardbeattie è un asteroide della fascia principale. Scoperto nel 2000, presenta un'orbita caratterizzata da un semiasse maggiore pari a 2,683257 UA e da un'eccentricità di 0,042297, inclinata di 3,231788° rispetto all'eclittica. Ha un diametro di 6,309 km e un periodo di rotazione di 2,81 ore.